# Starý Plzenec
Starý Plzenec – miasto w Czechach, w kraju pilzneńskim. Według danych z 31 grudnia 2003 powierzchnia miasta wynosiła 1838 ha, a liczba jego mieszkańców 4387 osób.

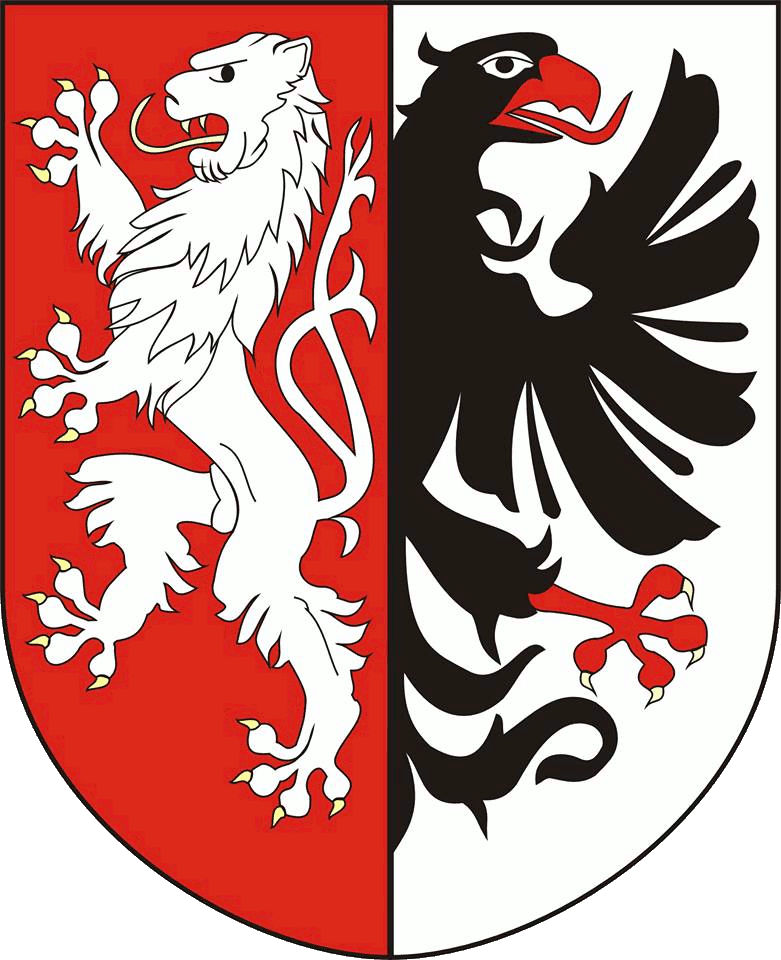
Herb miasta Starý Plzenec

## Demografia
| Rok             | 1970 | 1980 | 1991 | 2001 | 2003 | 2017 |
| --------------- | ---- | ---- | ---- | ---- | ---- | ---- |
| Liczba ludności | 4199 | 4144 | 4054 | 4243 | 4387 | 5003 |

Źródło: Czeski Urząd Statystyczny